# Соколовский, Александр Лукич
Александр Лукич Соколо́вский (1837—1915) — русский переводчик, издатель «Энциклопедии для юношества», лауреат Пушкинской премии за 1901 год.

## Биография
Из дворян Нижегородской губернии. Родился в семье генерал-лейтенанта Луки Александровича Соколовского (1809—1883), мать Елена Александровна (урожд. Фарафонтова; 1817—1904). Отец Соколовского в бытность начальником Колывано-Воскресенских заводов собрал любопытную минералогическую коллекцию. Александр Соколовский, будучи членом Императорского минералогического общества, по возможности пополнял отцовское собрание, но в итоге продал его графу Александру Келлеру (ныне находится в музее Вернадского).

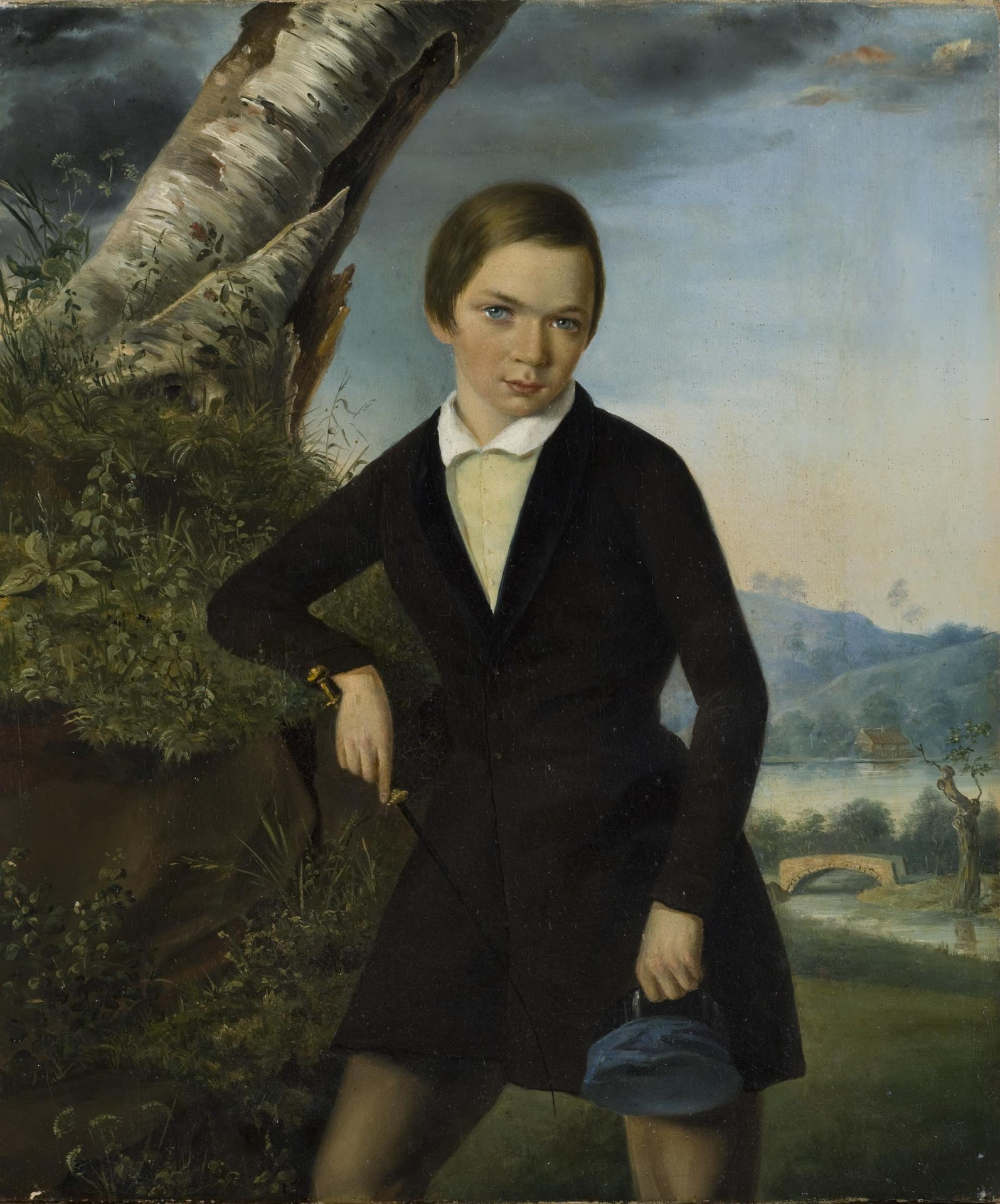
Портрет Александра Лукича Соколовского в детском возрасте Т. У. Аткинсон

Соколовский учился в петербургском частном пансионе Эмме. В 1857 году окончил Александровский лицей. Чиновник особых поучений при Кабинете е. и. в. (1858—1862). После пребывания за границей в 1860 году представил в Кабинет записку (1861) о мерах для улучшения быта рабочего сословия в Англии. Назначен столоначальником в Горном отделении (1861—1864), где производились дела об освобождении горнозаводских людей. Помощник начальника отделения
в канцелярии Кабинета министров (1864―1867). С 1868 года состоял при министре государственных имуществ; главный бухгалтер в Горном департаменте Министерства государственных имуществ (1868—1886). Действительный статский советник. Для знакомства с нравами и особенностями европейских стран Соколовский неоднократно ездил в Германию, Францию, Италию, Англию, посетил Стратфорд (впервые в 1858). В 1862 женился на Марии Иосифовне Фишер (дочери директора Ларинской гимназии).
С 1860 года перевёл двенадцать пьес Уильяма Шекспира. Считал, что «язык Шекспира должен быть прежде всего обыденно разговорным» и в погоне за точностью предпочитал прозаический перевод стихотворному.
Материальный достаток позволил Соколовскому посвятить себя изучению творчества У. Шекспира и переводам его произведений. В возрасте 23 лет он опубликовал свой первый перевод — историческую хронику «Король Генрих IV» с очерком творчества Шекспира. В 1865 году был приглашён участвовать в издании полного собрания сочинений Шекспира в переводе русских писателей под редакцией Н. А. Некрасова и Н. В. Гербеля.
В 1898 году осуществил свою мечту и опубликовал всего Шекспира в восьми томах. Издание «Шекспир в переводе и пояснениях А. Л. Соколовского» было снабжено обширным справочным и критическим материалом и принесло автору Пушкинскую премию. 
Автор классических переводов прозы Гофмана, включая весь сборник «Серапионовы братья», и переводы стихотворений Байрона (для брокгаузовской «Библиотеки великих писателей»).
Член ОРДП. Член комитета Пушкинского лицейского общества. Член Русского астрономического общества и Русского физического общества. Помимо литературных талантов, Соколовский «обладал и серьёзным естественно-историческим образованием» и организовал популярные чтения «для знакомой ему женской молодёжи по астрономии, геологии и другим естественным наукам. Скончался после продолжительной и тяжёлой болезни.